# Trigger
För andra betydelser, se Trigger (olika betydelser).
Trigger är en EP av melodisk death metal-bandet In Flames från Göteborg, Sverige. EP:n gavs ut 2003. Den släpptes också i en upplaga med en mini-dvd. Till låten Trigger gjordes en video där bandet uppträder som ett mindre känt band som spelar i någon källarlokal och mer eller mindre hånas av medlemmarna i Soilwork, vilka kommer till spelningen. Än mer "nedlåtande" är In Flames i Soilworks video till Rejection Role.

## Låtlista

### CD
1. Trigger (single edit) - 04:05
2. Watch Them Feed - 03:11
3. Land of Confusion (Genesis cover) - 03:23
4. Cloud Connected (Club Connected remix) - 04:11
5. Moonshield (C64 Karaoke version) - 02:36

### Mini-dvd
1. Trigger (video)
2. Cloud Connected (video)

## Banduppsättning
- Anders Fridén - sång
- Daniel Svensson - trummor
- Peter Iwers - bas
- Jesper Strömblad - gitarr
- Björn Gelotte - gitarr